# Европа-Институт
Институтът „Европа“, познат и в транслитерацията „Европа-Институт“ (на немски: Europa-Institut), е основан като част от Университета на Саарланд през 1951 г., много преди подписването на Римските договори.
Той е второто най-старо училище с основен фокус върху европейската интеграция след Колежа на Европа в Брюж, Белгия.
От 1951 г. над 5000 студенти от 40 страни са завършили Института. След като учебната програма е променяна многократно в зависимост от развитието на процесите в Европейския съюз, днес Европа-Институт предлага обучение в областите на европейското и международното право и дава възможност за специализация в различни направления.